# Giphy
Ne doit pas être confondu avec Gifi, Gephi ou Graphics_Interchange_Format.
Giphy est un site web américain contenant une base de données permettant la recherche, le partage et la création de GIF animés dépourvus de sons. L'entreprise Giphy Inc. est devenue la propriété de Meta le 15 mai 2020 à la suite d'une acquisition de 400 millions de dollars. Le 23 mai 2023, Shutterstock devient le nouveau propriétaire de la plateforme.

## Histoire
Giphy a été créé par Alex Chung et Jace Cooke en février 2013,,. L'idée du site leur est venue lors d'un petit déjeuner alors qu'ils discutaient de la tendance croissante à la communication purement visuelle.
Lorsque Chung et Cooke ont lancé Giphy, le site était uniquement un moteur de recherche pour les GIFs.

### Croissance
En août 2013, Giphy a ajouté à son site la possibilité pour ses utilisateurs d'afficher, d'intégrer et de partager des GIFs sur Facebook,,. Giphy était alors reconnu comme un des top 100 sites web de l'année 2013 par le PC Magazine.
Trois mois plus tard, Giphy s'est intégré à Twitter pour permettre à ses utilisateurs de partager des GIFs en partageant simplement une URL de GIF.
En janvier 2015, Giphy a reçu 17 millions de dollars dans un financement de série B mené par Lightspeed Venture Partners (en), avec la participation de General Catalyst (en) et d'anciens investisseurs. En outre, Giphy a levé une grande partie de la ronde de la série B via la plate-forme de financement participatif Alphaworks (en).
En mars 2015, Giphy a acquis Nutmeg, un service qui permet d'inclure des GIFs dans des messages textes. Il s'agissait d'une percée de la compagnie dans l'industrie mobile. Cette acquisition a coïncidé avec le lancement de la plate-forme de développement Messenger de Facebook, dans laquelle Giphy a été une des premières applications.
En août 2015, Giphy a lancé sa deuxième application mobile, Giphy Cam, qui permet aux utilisateurs de créer et de partager des GIFs sur un réseau social.
En février 2016, Giphy a levé 55 millions $ de financement, ce qui a porté sa valorisation à 300 millions $. Fin 2016, Giphy fait l'acquisition de imoji, une startup spécialisée dans les émojis et les stickers sur mobile.
En octobre 2016, Giphy a lancé un outil permettant de convertir en GIF les courtes vidéos de la plate-forme Vine, à la suite de l’annonce de sa fermeture par Twitter.

### Achat et revente par Facebook / Meta
Le 15 mai 2020, Facebook annonce l'achat de Giphy pour environ 400 millions de dollars et intègre l'équipe à Instagram. À la suite de cette acquisition, des questions ont été soulevées sur l'utilisation des données des 700 millions d'utilisateurs de Giphy par Facebook.
À la suite du rachat de Giphy par Facebook, l’autorité de la concurrence britannique CMA (Competition and Markets Authority) a ouvert une enquête. Le régulateur anglais a déclaré que l'achat de Giphy par Facebook pourrait nuire à la concurrence entre les plateformes de médias sociaux et éliminerait un challenger potentiel sur le marché de la publicité en ligne qui est déjà dominé par le duopole Facebook / Google. La CMA redoute par ailleurs que Facebook via ce rachat empêche par la suite des concurrents comme Twitter ou Snapchat d’accéder aux GIF de Giphy. En novembre 2021, les autorités de la concurrence britannique imposent à Facebook de vendre Giphy. Cette décision est confirmée en octobre 2022.
Le 23 mai 2023, à la suite de la décision de l'autorité de la concurrence britannique, Meta revend Giphy à Shutterstock pour 53 millions de dollars, soit 13% de la somme initiale,.

## Partenariats
Giphy a établi des partenariats avec des marques pour accueillir des GIFs qui peuvent être partagés comme des éléments de promotion commerciale via des médias sociaux.
La société a créé une section de profils d'artistes sur son site, ce qui permet d'attribuer un GIF à l'artiste qui l'a créé.
En septembre 2014, Giphy en partenariat avec Line Corporation a organisé un concours de conception d'autocollants. Line Corporation et Giphy ont impliqué dans l'événement plusieurs partenaires numériques, y compris Tumblr, Fox TDAH, Frederator Studios, Cut & Paste, le New Museum of Contemporary Art, le Eyebeam Art and Technology Center (en), Rhizome, les Webby Awards, l'Institut Pratt, The Huffington Post et Dribbble.
En août 2015, Universal Studios en partenariat avec Giphy a publié six GIFs pour promouvoir le film NWA: Straight Outta Compton,.
Giphy a établi des partenariats avec plus de 200 entreprises et marques pour accueillir leur contenu sur leur propre chaîne dans Giphy. Les partenaires de Giphy incluent Disney, Calvin Klein, GE et Pepsi,,.
En mars 2018, Instagram et Snapchat suspendent temporairement leur accès à Giphy à cause d'un gif raciste.
En octobre 2024, Giphy conclut un accord avec TikTok pour devenir le moteur de recherche de GIF exclusif intégré dans la messagerie du réseau social.

## Activité
Giphy est la plateforme de "GIF" leader au niveau mondial avec plus de 700 millions d’utilisateurs. Comme ses concurrents, le terme "GIF" est utilisé de façon générique pour désigner des vidéos courtes jouées en boucle, alors que le format réellement servi est du MPEG-4 AVC, bien moins lourd à qualité d'image équivalente.
Son principal concurrent est Tenor (propriété de Google depuis 2018). Ensemble ils forment un duopole dans le secteur du GIF. Quelques autres plateformes existent comme Gfycat en Amérique du Nord (fermée par Snapchat en septembre 2023) et Heypster-gif en Europe.